# Anđelika
Anđelika (kravujac, kravojac, kravačac, trava svetoga duha, lat. Angelica), biljni rod iz porodice štitarki. Postoji preko 100 vrsta uglavnom sa sjeverne polutke. U Hrvatsoj rastu vrste ljekovita anđelika i šumska anđelika.
To je dvogodišnje i trajno zeljasto bilje koje naraste preko dva metra visine. Listovi su veliki, rasperani na rubovima nazubljeni. Stabljike su okrugle, uspravne i šuplje, pri vrhu razgranate a pri dnu zadebljane. Žutobijeli cvjetovi su skupljeni u veliki štitac, a cvatu u srpnju i kolovozu. Plosnati plodovi imaju krila. 
Ljekovita anđelika poznata je po ljekovitosti. Skupljaju se list, korijen i sjeme, a njezini ljekovi nesmiju se davati trudnicama, dijabetičarima i dojiljama.
Močvarna anđelika ne pripada ovom rodu, nego rodu Ostericum.

## Vrste
1. Angelica acutiloba (Siebold & Zucc.) Kitag.
2. Angelica adzharica Pimenov
3. Angelica aliensis Hung H.Chen & J.C.Wang, 2024.
4. Angelica ampla A.Nelson
5. Angelica angelicastrum (Hoffmanns. & Link) Cout.
6. Angelica anomala Avé-Lall.
7. Angelica apaensis R.H.Shan & C.Q.Yuan
8. Angelica archangelica L.
9. Angelica arguta Nutt.
10. Angelica atropurpurea L.
11. Angelica biserrata (R.H.Shan & C.Q.Yuan) C.Q.Yuan & R.H.Shan
12. Angelica brevicaulis (Rupr.) B.Fedtsch.
13. Angelica breweri A.Gray
14. Angelica californica Jeps.
15. Angelica callii Mathias & Constance
16. Angelica canbyi J.M.Coult. & Rose
17. Angelica capitellata (A.Gray) Spalik, Reduron & S.R.Downie
18. Angelica cartilaginomarginata (Makino ex Y.Yabe) Nakai
19. Angelica cincta H.Boissieu
20. Angelica cryptotaeniifolia Kitag.
21. Angelica cyclocarpa (C.Norman) M.Hiroe
22. Angelica czernaevia (Fisch. & C.A.Mey.) Kitag.
23. Angelica dabashanensis C.Y.Liao & X.J.He
24. Angelica dahurica (Hoffm.) Benth. & Hook.f. ex Franch. & Sav.
25. Angelica dailingensis Z.H.Pan & T.D.Zhuang
26. Angelica dawsonii S.Watson
27. Angelica decurrens (Ledeb.) B.Fedtsch.
28. Angelica dissoluta Diels
29. Angelica duclouxii Fedde ex H.Wolff
30. Angelica edulis Miyabe
31. Angelica genuflexa Nutt.
32. Angelica gigas Nakai
33. Angelica gmelinii (DC.) Pimenov
34. Angelica grayi (J.M.Coult. & Rose) J.M.Coult. & Rose
35. Angelica hakonensis Maxim.
36. Angelica hendersonii J.M.Coult. & Rose
37. Angelica heterocarpa M.J.Lloyd
38. Angelica hirsutiflora T.S.Liu, C.Y.Chao & T.I.Chuang
39. Angelica hohuanshanensis S.S.Ying
40. Angelica inaequalis Maxim.
41. Angelica japonica A.Gray
42. Angelica kaghanica Ishtiaq & Qureshi
43. Angelica kangdingensis R.H.Shan & F.T.Pu
44. Angelica keiskei (Miq.) Koidz.
45. Angelica kingii (S.Watson) J.M.Coult. & Rose
46. Angelica laxifoliata Diels
47. Angelica leiocarpa (Mathias) comb.ined.
48. Angelica lignescens Reduron & Danton
49. Angelica likiangensis H.Wolff
50. Angelica lineariloba A.Gray
51. Angelica longeradiata (Maxim.) Kitag.
52. Angelica longicaudata C.Q.Yuan & R.H.Shan
53. Angelica longipes H.Wolff
54. Angelica lucida L.
55. Angelica macroserrata Charit.
56. Angelica maowenensis C.C.Yuan & R.H.Shan
57. Angelica megaphylla Diels
58. Angelica minamitanii T.Yamaz.
59. Angelica morii Hayata
60. Angelica morrisonicola Hayata
61. Angelica multisecta Maxim.
62. Angelica nakaiana (Kitag.) Pimenov
63. Angelica nelsonii J.M.Coult. & Rose
64. Angelica nitida H.Wolff
65. Angelica nubigena (C.B.Clarke) P.K.Mukh.
66. Angelica oreada (Diels) M.Hiroe
67. Angelica pachycarpa Lange
68. Angelica pinnata S.Watson
69. Angelica pinnatiloba R.H.Shan & F.T.Pu
70. Angelica polymorpha Maxim.
71. Angelica pseudoselinum H.Boissieu
72. Angelica pseudoshikokiana Kitag.
73. Angelica pubescens Maxim.
74. Angelica razulii Gouan
75. Angelica remotiserrata Tuncay & Akalin
76. Angelica roseana L.F.Hend.
77. Angelica saxatilis Turcz. ex Ledeb.
78. Angelica saxicola Makino ex Y.Yabe
79. Angelica setchuenensis Diels
80. Angelica shikokiana Makino ex Y.Yabe
81. Angelica sinanomontana Kitag.
82. Angelica sylvestris L.
83. Angelica taiwaniana S.S.Ying
84. Angelica tarokoensis Hayata
85. Angelica tenuisecta Makino
86. Angelica tomentosa S.Watson
87. Angelica triquinata Michx.
88. Angelica turcica Hamzaoglu & Koç
89. Angelica ubadakensis (Makino) Kitag.
90. Angelica ursina (Rupr.) Regel
91. Angelica urumiensis Mozaff.
92. Angelica venenosa (Greenway) Fernald
93. Angelica wheeleri S.Watson
94. Angelica yakusimensis H.Hara
95. Angelica yanyuanensis (F.T.Pu) Jing Zhou
96. Angelica ×mixta Nyár. ex Todor
97. Angelica glauca Edgew.
98. Angelica indica Pimenov & Kljuykov
99. Angelica muliensis C.Y.Liao & X.G.Ma
100. Angelica multicaulis Pimenov
101. Angelica paeoniifolia R.H.Shan & C.C.Yuan
102. Angelica sinensis (Oliv.) Diels
103. Angelica ternata Regel & Schmalh.
104. Angelica tianmuensis Z.H.Pan & T.D.Zhuang
105. Angelica wilsonii H.Wolff